# Alchermes
Alchermes ist ein italienischer Likör. Neben circa 25 % Alkohol enthält er typischerweise Zucker, Zimt, Gewürznelken, Kardamom, Vanille, Rosenwasser und den Farbstoff Kermes. Durch letztere Zutat erhält das Getränk eine charakteristische rote Farbe, so dass es auch zum Färben von Speisen, zum Beispiel Zuppa inglese und Crostata di ricotta eingesetzt wird.
Der Name geht auf den arabischen Begriff al-qirmiz (Kermesschildlaus; karmesinrot; arabisch: القرمز) zurück, was auf den Farbstoff Kermes hinweist. Der Ursprung des Likörs wird auf Florenz, zur Zeit der Medici, zurückgeführt. In Frankreich war er unter der Bezeichnung liqueur des Médicis bekannt. Zu Beginn des 20. Jahrhunderts kam er aus der Mode, wird aber heute noch von mehreren Herstellern angeboten. Ursprünglich gehört er zu den Zutaten der in Italien beliebten Zuppa inglese; später wurde er bei deren Zubereitung zuweilen durch Weinbrand ersetzt, der dieser Süßspeise jedoch einen anderen Geschmack gibt.